# NGC 486
NGC 486 è una galassia a spirale situata nella costellazione dei Pesci.
Fu scoperta il 6 dicembre 1850 da Bindon Blood Stoney.